# Cinearte
Cinearte ist eine Fachzeitschrift für die Film- und Fernsehproduktion, die sich in erster Linie an die Berufsgruppen jenseits der Kameralinie richtet.
Die erste Ausgabe von „cinearte – Nachrichten für Filmschaffende“ erschien im September 2003. Seit September 2006 wird im selben Verlag das Magazin „cinearte XL“ herausgegeben.

## Cinearte – Nachrichten für Filmschaffende
Die erste Ausgabe von cinearte erschien am 25. September 2003 unter dem Titel cinearte Newsletter. Der Umfang betrug sieben Seiten, der Erscheinungsrhythmus war bis zur Ausgabe 87 wöchentlich, jeweils donnerstags.
Die Zeitschrift erscheint bis heute ausschließlich im Portable Document Format (PDF) und ist nur im Abonnement per Download oder E-Mail erhältlich. Nach eigener Darstellung versteht man sich als Vorreiter eines „Hybridformats“, das die jeweiligen Vorteile von Internet und Druckmedien vereine, und sich dabei einfachster vorhandener Mittel bediene. In diesem Gedanken sind auch fast alle Artikel mit einer Internetadresse zum Thema versehen, die im PDF mit der jeweiligen Website verlinkt ist.
Inhalt waren Meldungen über Dreharbeiten, Auszeichnungen und andere aktuelle Entwicklungen in der Branche, sowie ein Serviceteil mit Festivalterminen, Drehstarts und Kurzbesprechungen neuer Kinofilme.
Mit der Ausgabe 10 erfuhr die PDF-Zeitschrift eine völlige grafische Überarbeitung einschließlich des noch heute verwendeten Logos, das zugleich Titelschriftzug ist. In diesem Zuge wurde auch das Wort „Newsletter“ aus dem Titel gestrichen.
Mit der Ausgabe 87 (Juni 2005) wurde auf zweiwöchentliche Erscheinungsweise umgestellt und der Seitenumfang jeder Ausgabe verdoppelt, um Raum für längere Artikel zu schaffen.
Seit der Ausgabe 118 (September 2006) ist das Layout auf ein A4-Querformat ausgerichtet. Dadurch soll erleichtert werden, die Zeitschrift direkt am Rechner zu lesen – ausdrucken und scrollen entfallen.

## Cinearte XL
Im September 2004 erschien zur Filmtechnik-Messe Cinec in München mit „cinearte XL“ die erste Druckausgabe. Die zweite folgte zwei Jahre später zum gleichen Anlass. Seitdem erscheint „cinearte XL“ quartalsweise.
Gegenüber den „Nachrichten für Filmschaffende“ betont „cinearte XL“ den Feuilleton-Charakter mit großen Fotos, längeren Texte und einem minimalistischen Layout, das von der Grafikerin Jana Cerno entwickelt wurde. Auf Gestaltung und Sprachstil wird dabei besonderer Wert gelegt. Obwohl das Magazin im Format DIN A5 erscheint, ist die Nähe zu Zeitschriften wie Brand eins, Mare oder Jazz Thing unverkennbar.
Inhaltlich folgt jedes Heft einer strengen Gliederung:
- Interview
- Report
- Produktionsbericht
- Filmanalyse
- Porträt
- Portfolio

Den Einstieg (hier „Vorspann“ genannt) bildet eine mehrseitige Bildstrecke, die jeweils auf einer Doppelseite ein aktuelles Thema anreißt.
Der „Abspann“ besteht aus verschiedenen Kurzkolumnen unterhaltender, weiterbildender bzw. identitätsstützender Art. Dazu kommen Kurzrezensionen von Büchern, Filmmusik und DVD, wobei es sich bei letzteren ausnahmslos um Werke handelt, die sich mit der Filmarbeit auseinandersetzen wie etwa Veit Helmers Behind the Couch über das Casting in Hollywood oder Painting with Light, ein Essay, in dem die Mitglieder des US-Verbands der Kameraleute ASC ihre Kunst der Bildgestaltung erklären.
Den „großen“ Rubriken wird ungewöhnlich viel Platz eingeräumt. Das Interview erstreckt sich in der Regel über zehn bis zwölf Seiten – ein Umfang, für den sonst nur frühe Ausgaben des Playboy berühmt wurden. Gesprächspartner sind Filmschaffende aus allen Bereichen. Einen Querschnitt vom Drehbuchautor bis zum Mischtonmeister bietet die inzwischen vergriffene Ausgabe 002, die eine Sammlung von Gesprächen der PDF-Nachrichten enthielt.
Mit Bildstrecken arbeitet der Produktionsbericht. Der Text zu den Hintergründen von Dreharbeiten, Vorbereitung und Postproduktion wird von mehreren Fotos über Doppelseiten eingeleitet. Der Schwerpunkt liegt hier auf europäischen Produktionen, die durch aufwändige Ausstattung oder Umsetzung genügend Ansatzpunkte für Bild und Text bieten. Der Begriff „europäisch“ wird hierbei nicht ausschließlich gehandhabt: Unter den vorgestellten Filmen waren auch Koproduktionen wie Der goldene Kompass und Der Mongole, die Ausgabe 011 nutzt die US-Produktion Spirit, um Film und Comic als Bildererzählungen einander gegenüberzustellen.
Am Bild orientieren sich auch die Filmanalysen. Jeweils ein Genre wird durch ein Werk repräsentiert, dies wiederum durch Produktionshintergründe, Originalzitate und mehrere exemplarische Szenen dargestellt. Dabei liegt der Fokus immer auf der Bildgestaltung und verwendeten Aufnahmetechnik – der Autor ist selbst Kameramann.
Die bildstärkste Rubrik bildet das Portfolio, mit dem ein Filmgewerk wie Storyboard, Kostümbild oder Standfotografie vorgestellt wird. Üppige Bildarrangements und ein Originalzitat des Urhebers bestimmen die Seiten.
Porträts junger deutscher Filmemacher sind ein weiterer fester Bestandteil des Magazins, dazu kommen Reportagen aus „Randgebieten“ der Filmlandschaft wie etwa die Villa Aurora, die „Technischen Oscars“ oder der Besuch eines Drehbuchseminars.
Aufgelockert wird die strenge Gliederung durch unterhaltsame Intermezzi wie die Glosse „Auf der Couch“, ein Dialog zu einem cineastischen Thema im Stile von »Statler und Waldorf« aus der Muppet Show, oder die Serie „Gesetze der Serie“, in der Filmserien nach einem festen Fragenkatalog vorgestellt werden.

## Redaktion
Autoren sind größtenteils freie Filmjournalisten, die auch für andere Fachzeitschriften und Tageszeitungen arbeiten. Der Herausgeber der Zeitschrift Peter Hartig selbst ist ehemaliger Filmkritiker und war bis 2003 Chefredakteur einer Fachzeitschrift für Filmtechnik.
Den Idee, die cinearte zugrunde liegt, hatte er in der ersten Ausgabe des „Newsletters“ so beschrieben (und in der ersten Ausgabe von „cinearte XL“ weitgehend wiederholt):
„Film ist Teamarbeit – nur wird vom Team leider nur selten mal jemand erwähnt: Statt auf die Bilder zu schauen, drehen sich Filmbesprechungen um die Geschichte, die Schauspieler und (wenn er viel Glück hat) vielleicht noch den Regisseur. Das ist auch in den ‚Making of…‘-Zugaben, die mit der DVD in Mode gekommen sind, nicht viel besser: Da erklären die Hauptdarsteller das visuelle Konzept, die Feinheiten des Drehbuchs und die Tricks der Effekt-Spezialisten. Um nicht falsch verstanden zu werden: Ich mag Schauspieler. Ich bin sogar sicher, daß ein Spielfilm ohne sie nur halb so vergnüglich wäre. Das wäre er aber auch ohne Drehbuch – und dessen Autor wird selten beachtet. Auch ohne die Bilder würde auch aus dem besten Drehbuch nur ein Hörspiel. Und was wäre Gladiator ohne Kostüme oder Blade Runner ohne die Bauten? All diejenigen beim Namen zu nennen und ihre Leistung beim Entstehen eines Films gleichberechtigt herauszustellen, ist das Ziel von ‚cinearte Newsletter‘.“
Redaktionell spiegelt die Zeitschrift den Gedanken des Autorenkinos wider. Die Rubriken werden in der Regel jeweils ständig von bestimmten Autoren betreut („Mein Arbeitsplatz“ von Karolina Wrobel, „Vorspann“ und „Lexikon“ von Jan Fedesz). Zum Teil setzen die Autoren hier eigene Konzepte um, mit denen sie auf die Zeitschrift zugetreten sind („Filmanalyse“ von Ian Umlauff, „Auf der Couch“ von Christoph Gröner und Michael Stadler), bzw. die sie mit ihr aus der Grundidee entwickelt haben („Gesetze der Serie“ von Michael Stadler).

## Publizistisches Umfeld
Als Zeitschrift, „die Sie so lange schon vermißt haben“, wurden sowohl cinearte als auch „cinearte XL“ den Lesern mit den ersten Ausgaben vorgestellt. Bis heute beansprucht das Konzept für die beiden Magazine in mehrerer Hinsicht Einzigartigkeit:
- Als weltweit einzige Medien richten sie sich an alle Produktionsberufe gleichermaßen und stellen – dem Titel entsprechend – deren Filmkünste in den Mittelpunkt.
- Gegenüber den anderen deutschsprachigen Filmzeitschriften geht es um das Bild und nicht um die Geschichte, es werden Filmkünste vorgestellt, die ansonsten keine Beachtung finden.
- Die „Nachrichten für Filmschaffende“ sind nach eigenen Angaben „wahrscheinlich die erste reine PDF-Zeitschrift im deutschsprachigen Raum“ – wobei statt aufwendiger E-Paper-Dateien einfach das weitverbreitete Dateiformat PDF von Adobe eingesetzt wird.

Außerdem rühmt sich die Zeitschrift der größten Nähe zur Branche und überschritt im März 2010 die Grenze von 10.000 Abonnenten. Sie ist damit die führende deutschsprachige Filmfachzeitschrift.
Sogenannte Full Member des Branchenportals Crew United erhalten regelmäßig die „Nachrichten für Filmschaffende“, weiterhin haben die folgenden zwölf Berufsverbände die PDF-Nachrichten für ihre Mitglieder abonniert:
- Bundesverband Regie (BVR)
- Bundesverband Kamera (BVK)
- Bundesverband Filmschnitt Editor (BFS)
- Verband der Szenenbildner, Filmarchitekten und Kostümbildner in Europa (SFK)
- Bundesvereinigung Maskenbild (BVM)
- Bundesverband Beleuchtung und Bühne (BVB)
- Bundesverband Produktion (BVP)
- Berufsvereinigung Filmton (BVFT)
- Interessenverband Deutscher Schauspieler (IDS)
- Bundesverband deutscher Stuntleute (BvS)
- Verband der Requisiteure & Set Decorator (VdR/SD)
- Bundesverband der Film- und Fernsehschauspieler in Deutschland (BFFS)

BVK, BFS, SFK, BVM und BVB beziehen außerdem das Magazin „cinearte XL“.